# Lista odcinków serialu Zbrodnie Palm Glade
Poniżej znajduje się lista odcinków serialu telewizyjnego Zbrodnie Palm Glade – emitowanego przez amerykańską stację kablową A&E od 11 lipca 2010 roku do 26 sierpnia 2013 roku. Łącznie powstało 4 sezony,49 odcinków. W Polsce jest emitowany od 16 grudnia 2011 roku przez stację Fox Polska oraz Fox Life

## Przegląd sezonów
| Sezon | Sezon | Odcinki | Premiera sezonu | Finał sezonu        | Premiera         | Finał            | Wydanie DVD     | Wydanie DVD      | Wydanie DVD     |
| Sezon | Sezon | Odcinki | Premiera sezonu | Finał sezonu        | Premiera         | Finał            | Region 1        | Region 2         | Region 4        |
| ----- | ----- | ------- | --------------- | ------------------- | ---------------- | ---------------- | --------------- | ---------------- | --------------- |
|       | 1     | 13      | 11 lipca 2010   | 3 października 2010 | 16 grudnia 2011  | 9 marca 2012     | 14 czerwca 2011 | 21 stycznia 2013 | 7 marca 2012    |
|       | 2     | 13      | 5 czerwca 2011  | 5 września 2011     | 5 listopada 2012 | 11 lutego 2013   | 10 czerwca 2012 | brak danych      | 31 grudnia 2013 |
|       | 3     | 10      | 3 czerwca 2012  | 12 sierpnia 2012    | 4 czerwca 2013   | 7 listopada 2013 | 2 stycznia 2014 | brak danych      | brak danych     |
|       | 4     | 13      | 27 maja 2013    | 26 sierpnia 2013    | brak danych      | brak danych      | 3 czerwca 2014  | brak danych      | brak danych     |

## Sezon 1 (2010)
| Nr | #  | Tytuł                     | Polski tytuł               | Reżyseria        | Scenariusz                    | Premiera A&E        | Premiera Fox Polska |
| -- | -- | ------------------------- | -------------------------- | ---------------- | ----------------------------- | ------------------- | ------------------- |
| 1  | 1  | Pilot                     | Przerwany mecz golfa       | Peter O'Fallon   | Clifton Campbell              | 11 czerwca 2010     | 16 grudnia 2011     |
| 2  | 2  | Bird in the Hand          | Ptaszek w garści           | Peter O'Fallon   | Matt Witten                   | 18 czerwca 2010     | 23 grudnia 2011     |
| 3  | 3  | A Perfect Storm           | Burza doskonała            | Timothy Busfield | Alfonso H. Moreno             | 25 czerwca 2010     | 30 grudnia 2011     |
| 4  | 4  | Mucked Up                 | Spaskudzony                | Randall Zisk     | Elle Johnson                  | 1 sierpnia 2010     | 6 stycznia 2012     |
| 5  | 5  | The Girlfriend Experience | Doświadczenie z dziewczyną | Tim Hunter       | Lee Goldberg William Rabkin   | 8 sierpnia 2010     | 13 stycznia 2012    |
| 6  | 6  | Doppelganger              | Sobowtór                   | Guy Ferland      | Matt Witten David J. Burke    | 15 sierpnia 2010    | 20 stycznia 2012    |
| 7  | 7  | Cassadaga                 | Cassadaga                  | Bill Eagles      | Alfonso H. Moreno             | 22 sierpnia 2010    | 27 stycznia 2012    |
| 8  | 8  | Marriage Is Murder        | Małżeństwo to morderca     | Jonathan Frakes  | Tom Garrigus                  | 29 sierpnia 2010    | 3 lutego 2012       |
| 9  | 9  | Honey                     | Miód                       | Colin Bucksey    | Elle Johnson                  | 5 września 2010     | 10 lutego 2012      |
| 10 | 10 | Second Chance             | Druga szansa               | Tricia Brock     | Tom Garrigus                  | 12 września 2010    | 17 lutego 2012      |
| 11 | 11 | Booty                     | Łup                        | Elodie Keene     | Lee Goldberg William Rabkin   | 19 września 2010    | 24 lutego 2012      |
| 12 | 12 | Exposed                   | Prawda wyjdzie na jaw      | Gary A. Randall  | Alfonso H. Moreno             | 26 września 2010    | 2 marca 2012        |
| 13 | 13 | Breaking 80               | Mniej niż 80 uderzeń       | Dennie Gordon    | Matt Witten Alfonso H. Moreno | 3 października 2010 | 9 marca 2012        |

## Sezon 2 (2011)
| Nr | #  | Tytuł                | Polski tytuł            | Reżyseria        | Scenariusz                                    | Premiera A&E     | Premiera Fox Polska |
| -- | -- | -------------------- | ----------------------- | ---------------- | --------------------------------------------- | ---------------- | ------------------- |
| 14 | 1  | Family Matters       | Sprawy rodzinne         | Gary A. Randall  | Tom Garrigus                                  | 5 czerwca 2011   | 5 listopada 2012    |
| 15 | 2  | Old Ghosts           | Duch przeszłości        | Lee Rose         | Clifton Campbell Alfonso H. Moreno            | 12 czerwca 2011  | 12 listopada 2012   |
| 16 | 3  | Lost and Found       | Zagubione i znalezione  | Kelly Makin      | Clifton Campbell Kim Newton                   | 19 czerwca 2011  | 19 listopada 2012   |
| 17 | 4  | Moonlighting         | Dorabianie na boku      | Jonathan Frakes  | Elle Johnson                                  | 26 czerwca 2011  | 26 listopada 2012   |
| 18 | 5  | Dirty Little Secrets | Brudne sekreciki        | Timothy Busfield | Clifton Campbell Elle Johnson John Mankiewicz | 10 lipca 2011    | 3 grudnia 2012      |
| 19 | 6  | Gibtown              | Gibtown                 | Jeff Bleckner    | Alfonso H. Moreno                             | 17 lipca 2011    | 10 grudnia 2012     |
| 20 | 7  | Addicted To Love     | Uzależnienie od miłości | Jeremiah Chechik | Tom Garrigus Clifton Campbell                 | 24 lipca 2011    | 17 grudnia 2012     |
| 21 | 8  | Second Skin          | Druga skóra             | Tricia Brock     | Lois Johnson                                  | 31 lipca 2011    | 7 stycznia 2013     |
| 22 | 9  | Iron Pipeline        | Żelazny rurociąg        | Eric Laneuville  | Alfonso H. Moreno Clifton Campbell            | 7 sierpnia 2011  | 14 stycznia 2013    |
| 23 | 10 | Swamp Thing          | Sprawa na rozlewiskach  | Timothy Busfield | Tom Garrigus                                  | 14 sierpnia 2011 | 21 stycznia 2013    |
| 24 | 11 | Beached              | Wyrzucony na plaży      | Artie Mandelberg | Karen Hall                                    | 21 sierpnia 2011 | 28 stycznia 2013    |
| 25 | 12 | Shine                | Bimber                  | Jon Terlesky     | Shaz Bennett Elle Johnson                     | 28 sierpnia 2011 | 4 lutego 2013       |
| 26 | 13 | Breakout             | Ucieczka                | Kelly Makin      | Elle Johnson Tom Garrigus Alfonso H. Moreno   | 5 września 2011  | 11 lutego 2013      |

## Sezon 3 (2012)
| Nr | #  | Tytuł               | Polski tytuł               | Reżyseria       | Scenariusz                  | Premiera A&E     | Premiera Fox Polska |
| -- | -- | ------------------- | -------------------------- | --------------- | --------------------------- | ---------------- | ------------------- |
| 27 | 1  | Close Encounters    | Bliskie spotkania          | Jeff Bleckner   | Tom Garrigus                | 3 czerwca 2012   | 7 listopada 2013    |
| 28 | 2  | Poseidon Adventure  | Przygody Posejdona         | Lee Rose        | Elle Johnson                | 10 czerwca 2012  | 7 listopada 2013    |
| 29 | 3  | Longworth's Anatomy | Anatomia według Longwortha | Randy Zisk      | Wendy Battles               | 17 czerwca 2012  | 14 listopada 2013   |
| 30 | 4  | The Naked Truth     | Naga prawda                | Eric Laneuville | Lisa Henthorn               | 24 czerwca 2012  | 21 listopada 2013   |
| 31 | 5  | Food Fight          | Bitwa na żarcie            | Ron Underwood   | Dailyn Rodriguez            | 1 lipca 2012     | 28 listopada 2013   |
| 32 | 6  | Old Times           | Stare dzieje               | Kelly Makin     | Lee Goldberg William Rabkin | 8 lipca 2012     | 5 grudnia 2013      |
| 33 | 7  | Public Enemy        | Wróg publiczny             | Lee Rose        | Elle Johnson                | 15 lipca 2012    | 12 grudnia 2013     |
| 34 | 8  | Fountain of Youth   | Fontana miłości            | Gary A. Randall | Tom Garrigus                | 22 lipca 2012    | 19 grudnia 2013     |
| 35 | 9  | Islandia            | Wyspa                      | Emile Levisetti | Dailyn Rodriguez            | 5 sierpnia 2012  | 26 grudnia 2013     |
| 36 | 10 | Endless Summer      | Niekończące się lato       | Jeff Bleckner   | Shaz Bennett Wendy Battles  | 12 sierpnia 2012 | 2 stycznia 2014     |

## Sezon 4 (2013)
| Nr | #  | Tytuł                       | Polski tytuł              | Reżyseria       | Scenariusz                   | Premiera A&E     | Premiera Fox Life |
| -- | -- | --------------------------- | ------------------------- | --------------- | ---------------------------- | ---------------- | ----------------- |
| 37 | 1  | Yankee Dan                  | Jankes Dan                | Emile Levisetti | Dailyn Rodriguez             | 27 maja 2013     | 18 września 2014  |
| 38 | 2  | Shot Girls                  | Dziewczyny od promocji    | Jonathan Frakes | John J. Sakmar Kerry Lenhart | 3 czerwca 2013   | 18 września 2014  |
| 39 | 3  | Killer Barbecue             | Zabójcze grillowanie      | Paul Edwards    | Tom Garrigus                 | 10 czerwca 2013  | 25 września 2014  |
| 40 | 4  | Magic Longworth             | Magic Longworth           | Donna Deitch    | Matthew J. Lieberman         | 17 czerwca 2013  | 25 września 2014  |
| 41 | 5  | Apocalypse Now              | Czas apokalipsy           | Marc Roskin     | Elle Johnson                 | 24 czerwca 2013  |                   |
| 42 | 6  | Glade-iators!               | Gladiator na wrotkach     | Martha Coolidge | John J. Sakmar Kerry Lenhart | 1 lipca 2013     |                   |
| 43 | 7  | Gypsies, Tramps and Thieves | Cygan, włóczęga, złodziej | Ron Underwood   | Tom Garrigus                 | 8 lipca 2013     |                   |
| 44 | 8  | Three's Company             | Miłosny trójkąt           | Eric Laneuville | Matthew J. Liberman          | 15 lipca 2013    |                   |
| 45 | 9  | Fast Ball                   | Szybka piłka              | Ron Underwood   | Elle Johnson                 | 29 lipca 2013    |                   |
| 46 | 10 | Gallerinas                  | Galeriny                  | Eric Laneuville | Dailyn Rodriguez             | 5 sierpnia 2013  |                   |
| 47 | 11 | Civil War                   |                           | Kelly Makin     | John J. Sakmar Kerry Lenhart | 12 sierpnia 2013 |                   |
| 48 | 12 | Happy Trails                |                           | Gary A. Randall | Shaz Bennett                 | 19 sierpnia 2013 |                   |
| 49 | 13 | Tin Cup                     |                           | Randy Zisk      | Tom Garrigus                 | 26 sierpnia 2013 |                   |